# قادی‌کلا بزرگ
قادی‌کلا بزرگ، روستایی است از توابع بخش مرکزی شهرستان قائم‌شهر در استان مازندران ایران.

## جمعیت
این روستا در علی‌آباد قرار داشته و براساس آخرین سرشماری مرکز آمار ایران که در سال ۱۳۸۵ صورت گرفته، جمعیت آن ۲۶۳۸نفر (۷۸۷خانوار) بوده‌است.